# Los crímenes de Alleghe

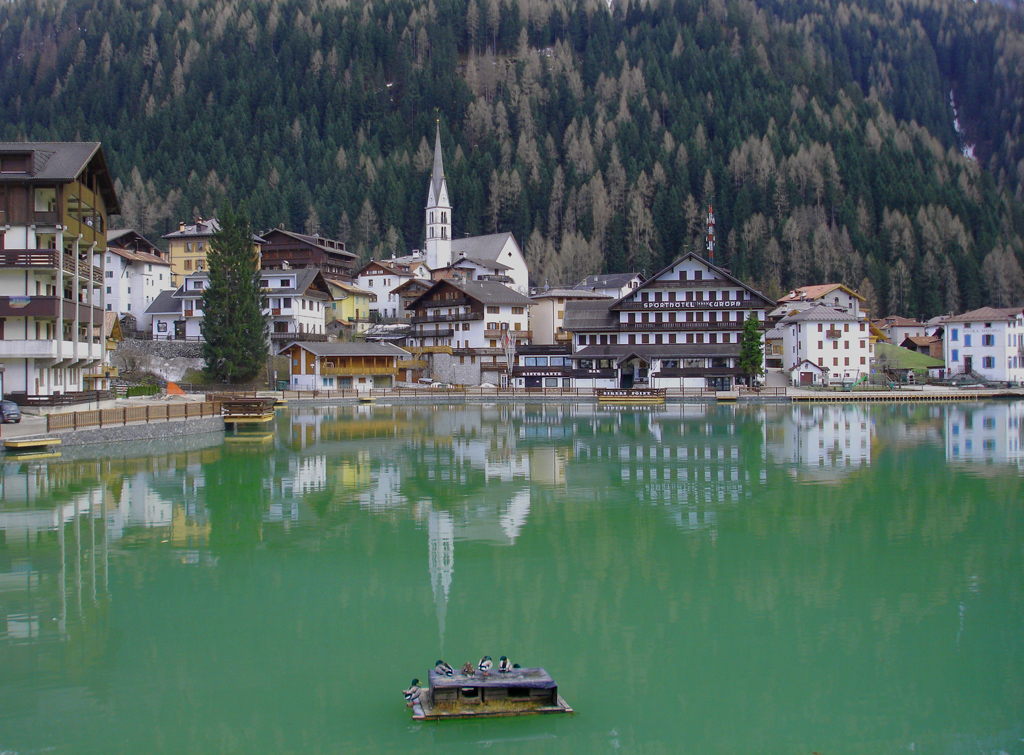
Lago Alleghe con el pueblo de Alleghe, provincia de Belluno, Italia

Los crímenes de Alleghe o enigmas de Alleghe (en Italia conocidos como «misteri di Alleghe») hacen referencia a una serie de cinco asesinatos cometidos entre 1933 y 1946 en los alrededores de Alleghe y del lago homónimo, en la provincia italiana de Belluno. 
El caso adquirió notoriedad en Italia a raíz de la publicación en 1964 del libro «I misteri di Alleghe» (Los crímenes de Alleghe)  del periodista Sergio Saviane, parte de cuyo contenido ya había expuesto en 1952 en un artículo del periódico «Il Lavoro Illustrato».

## Los hechos

### 9 de mayo de 1933
El 9 de mayo de 1933, Emma De Ventura, una camarera del «hotel Central» de Alleghe, propiedad de Elvira Riva y de Fiore Da Tos, fue hallada muerta en una de las habitaciones que estaba limpiando. La encontró tirada en el suelo, en medio de un charco de sangre, Adelina Da Tos, hija de los propietarios del hotel, que rápidamente bajó a la calle en busca de ayuda. En un armario junto al cadáver se encontró una navaja y encima de un mueble próximo, un frasco vacío y cerrado de tintura de yodo. La reconstrucción policial de los hechos concluyó que la víctima, después de haber ingerido la tintura de yodo, al no soportar el fuerte dolor causado, había muerto de un corte en la garganta autoinfligido para librarse del terrible padecimiento. Los resultados de la autopsia confirmaron la presencia de yodo en el estómago del cadáver, por lo que se dio por válida la tesis del suicidio y se cerró el caso.

### 4 de diciembre de 1933
Carolina Finazzer acababa de casarse, en un matrimonio convenido entre dos familias pudientes de la comarca, con Aldo Da Tos, propietario de una carnicería próxima al «hotel Central» e hijo de los dueños del alojamiento. Durante su luna de miel en Roma, la pareja interrumpió súbitamente el viaje y regresó a Alleghe el 3 de diciembre de 1933. Carolina llamó entonces a su madre para que la fuese a buscar urgentemente. Al día siguiente, el 4 de diciembre, Carolina aparecía muerta en el lago de la localidad, junto al embarcadero. El cadáver mostraba partes del cuello amoratadas similares a marcas de dedos. El médico forense, sin embargo, las atribuyó al proceso de descomposición, a pesar de que el lago esos días se encontraba prácticamente congelado. Tras la reconstrucción del suceso, los investigadores adujeron que la joven sufría sonambulismo y, en su vagar nocturno, habría caminado sin rumbo hasta caer en las aguas del lago, ahogándose. El caso se archivó como suicidio, sin investigar la coincidencia de la otra muerte cercana a la familia Da Tos, y quedó cerrado.

### 18 de noviembre de 1946
Trece años después de la última muerte, durante la noche del 18 de noviembre de 1946, el matrimonio Del Monego, Luigi y Luigia fueron asesinados en el callejón «La Voy» mientras se dirigían a su casa. Acababan de cerrar el despacho de pan que regentaban después de haber hecho caja. Recibieron varios disparos. Inicialmente no hubo testigos. Cuando encontraron los cadáveres, a la mujer le faltaban los pendientes y habían desaparecido las 100.000 liras de la recaudación. Para los investigadores no había duda: se trataba de un asesinato con intención de robo a cargo de unos desconocidos. Caso cerrado.

## La teoría de Saviane
En 1952 el periodista Sergio Saviane publicó en el periódico «Il Lavoro Illustrato» un artículo en el que ponía en duda las conclusiones a las que había llegado la policía, proponiendo una hipótesis sobre cuál podría ser el verdadero origen de las muertes, al menos de las ocurridas en el hotel. Saviane sostuvo que las muertes del hotel Central no fueron suicidios, sino homicidios encubiertos, acusando a los hermanos Da Tos, a los que ayudarían terceras personas, lo que le valió una demanda por parte de la familia que se saldó con una condena a ocho meses de cárcel y al pago de 700.000 liras de resarcimiento por los daños morales causados a la familia Da Tos.
A pesar de este traspié, Saviane publicaría en 1964 «I misteri di Alleghe», libro en el que desarrollaría
su teoría. Según el periodista, existió un quinto asesinato que, sumado a los cuatro ya conocidos, no fue sino su origen. 
Elvira Riva, la mujer de Fiore Da Tos, con quien se casó estando encinta, entregó su hijo ilegítimo, Umberto Giovanni, a una familia de Venecia con el propósito de mantenerlo alejado. Con el tiempo, Umberto se presentó en Alleghe con el propósito de reclamar en vida su parte de la herencia, a lo que sus hermanastros se debieron de oponer con violencia, decidiendo quitárselo de en medio, con el convencimiento de que nadie lo echaría de menos. La mala fortuna quiso que Emma De Ventura, la camarera, descubriese el cadáver del joven en el sótano del hotel, por lo que los Da Tos decidieron deshacerse también de ella. La misma suerte correrían la mujer de Aldo Da Tos, Carolina Finazzer, y el matrimonio Del Monego. Carolina debió de saber la verdadera causa de la muerte de la camarera de boca de su marido, razón por la que interrumpieron su luna de miel y requirió a su madre para que se la llevara urgentemente del pueblo pocas horas antes de morir estrangulada. Los Del Monego debieron de conocer la verdad de las muertes en algún momento y, a pesar de imperar una especie de «ley del silencio», cuando decidieron descubrir públicamente la verdad y poner en compromiso la inocencia de la poderosa familia Del Tos, fueron eliminados. En palabras de Saviane, «...los asesinatos fueron planificados colectivamente en reuniones presididas por Fiore, entorno a la mesa de la cocina y la del comedor...»

## Investigaciones
En 1953, después de haber leído el artículo de Saviane en «Il Lavoro Illustrato», el brigadier de los carabinieros destacado en Auronzo, Ezio Cesca, solicitó a su superior, el mariscal Domenico Uda, poder investigar los sucesos de Alleghe, infiltrándose. Los casos se reabrieron y Cesca se mudó de incógnito a la villa y trabajó como obrero, frecuentando los bares de la zona en busca de información. Allí escuchó decir de los locales, a través del testimonio de Giuseppe Gasperin, un ex partisano alcohólico, que el matrimonio Del Monego había sido asesinado por «algo que habían visto». El policía halló la manera de conocer a Gasperin y este le confió que en el callejón del asesinato vivía una señora anciana, Carolina Valt, que sabía algunas cosas acerca de lo ocurrido. Para acceder a esta señora, el sargento Cesca intimó con su sobrina y, una vez ganada su confianza esta le contó que la noche del crimen vio a tres sujetos en el callejón, uno de los cuales era el propio Giuseppe Gasperin. Tras esta revelación, en 1958, Gasperin fue arrestado. En el interrogatorio reveló el nombre de los implicados en el asesinato y fueron también arrestados Pietro De Biasio, el marido de Adelina, y Aldo Da Tos y, algunos meses después, Adelina Da Tos, a la que se acusó de la muerte de Emma De Ventura.
Durante el juicio desarrollado en los años cincuenta, ejerció la acusación Marino Vernier, fiscal de Belluno.

## Juicio y sentencia
El juicio, presidido por el juez Mario Alborghetti, se prolongó seis meses, con 33 vistas. El 8 de junio de 1960, la sala de lo penal de Belluno reconocía la culpabilidad de Aldo y Adelina Da Tos y la de Pietro De Biasio, condenándolos a cadena perpetua. Aldo y Pietro fueron declarados culpables de la muerte de Carolina Finazzer y del matrimonio Del Monego. Adelina, de la muerte de Carolina Finazzer. La muerte de Emma De Ventura, la primera víctima, había prescrito.
Giuseppe Gasperin fue condenado a treinta años, con una reducción de seis años por colaboración con la justicia, al delatar en su confesión a los otros responsables.
En el juicio por recurso de apelación celebrado en 1964, se confirmó la participación en los asesinatos de Aldo y Adelina Da Tos y de Pietro De Biasio, reafirmando las sentencias precedentes.

## Debate
Tanto la investigación policial como la periodística han sido objeto de debate. Así como las resoluciones judiciales.
Toni Sirena, en su libro «I delitti di Alleghe: le verità oscurate» (Los crímenes de Alleghe: la verdad oculta) publicado en 2008, expone, basándose en documentos judiciales, sus dudas sobre la culpabilidad de la familia Da Tos, al margen de que estos fueran condenados en distintas instancias por los tribunales.
A la tesis oficial y a la del periodista Sergio Saviane también se opuso el también periodista, Pietro Ruo, que sostuvo en su libro «I segreti del Lago - L'altra verità sui fatti di Alleghe» (Los secretos del lago. La otra verdad de los hechos de Alleghe) de 2001, la aparición de numerosas contradicciones en la sentencia de condena del tribunal. Ruo revisa los testimonios del entonces párroco de Alleghe y del médico forense, cuya pericia indicó el suicidio en los casos de Emma De Ventua  y de Carolina Finazze, concluyendo que la falta de pruebas definitivas que demostrasen lo contrario abre la posibilidad de que los declarados culpables fueran condenados injustamente. Añade, además, un elemento clave para desmontar la tesis de Saviane y las conclusiones de los tribunales. Según Ruo, todo el procedimiento quedaría en entredicho a partir de testimonios que afirmaban que Umberto, el hijo ilegítimo de Elvira Riva, esposa de Fiore Da Tos, nunca fue asesinado y habría muerto anciano en su domicilio en Venecia. 
Para Ruo, si pudiera demostrarse que a Emma De Ventura no la mataron por haber visto el cadáver de quien, tal vez, nunca asesinaron, y que quizás ella si se suicidó, caería todo el castillo de acusaciones que sustentó la sentencia que condenó a Adelina Da Tos y a Pietro De Biasio.